# Чижа-1
Чижа́-1 (каз. Шежін 1) — село у складі Таскалинського району Західноказахстанської області Казахстану. Входить до складу Амагельдинського сільського округу.
Населення — 1 особа (2021; 213 у 2009, 303 у 1999, 270 у 1989).